# Brachyopa pilosa
Brachyopa pilosa là một loài ruồi trong họ Ruồi giả ong (Syrphidae). Loài này được Collin mô tả khoa học đầu tiên năm 1939. Brachyopa pilosa phân bố ở vùng Cổ Bắc giới (Đan Mạch)